# Bandera de Granada (España)
La bandera de Granada (popularmente conocida como la rojiverde) es la enseña de la ciudad española de Granada, y está formada por dos franjas verticales de igual tamaño; la primera, junto al mástil, de color carmesí, y la segunda franja de color verde. En el centro y en bordado sobrepuesto, el escudo de la ciudad de Granada.
La actual bandera de Granada es posterior a la Reconquista del Reino granadino por los Reyes Católicos. En 1980 se rescató esta bandera por ser la más usada en distintas épocas en la ciudad. Ya figuraba en la Sala de los Caballeros XXIV en la Madraza, antiguo Ayuntamiento de Granada. Curiosamente, el formato es muy parecido al de la bandera de Málaga —ciudad del Territorio Histórico de Granada—, y los colores coinciden con los de la de Portugal, entre otras. Con base en la actual bandera de Granada se inspiraron las de municipios como Láchar, Cenes de la Vega, Gorafe, Órgiva, el Salar, Turón o Víznar.
La bandera de la ciudad es el símbolo más conocido y fácilmente identificable de los granadinos, gozando de un amplio uso en la vía pública.

## Incidente de la Torre de la Vela

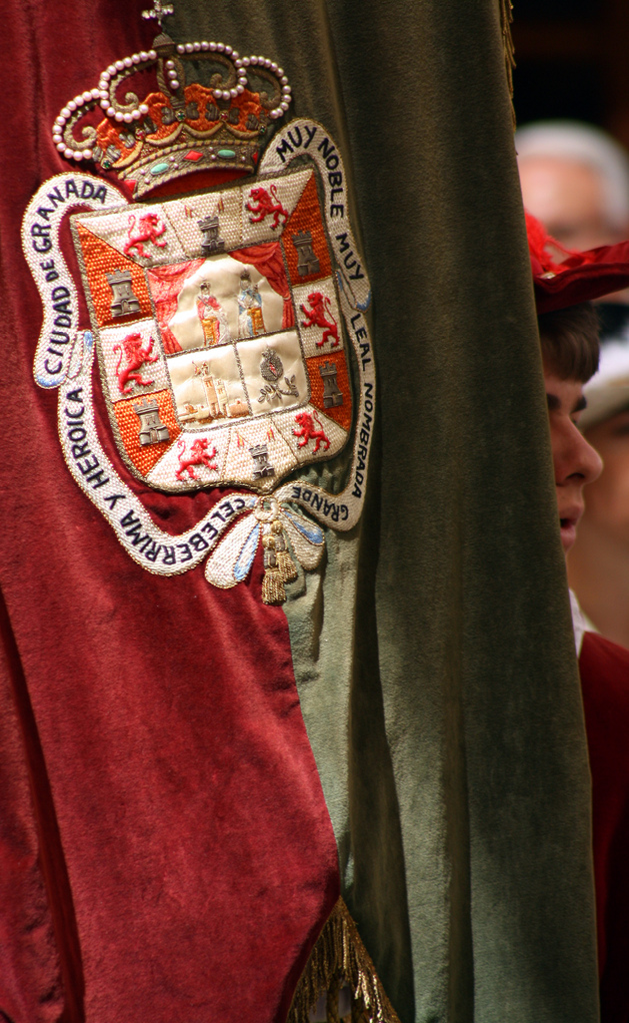
La bandera de Granada durante la procesión de Corpus Christi (2011)

En agosto de 2008 se suscitó una fuerte polémica cuando el Patronato de la Alhambra decidió de manera unilateral y sin motivo aparente la retirada de la bandera de Granada que ondeaba desde siempre en la Torre de la Vela, conservando sin embargo las enseñas Nacional, autonómica y europea.
El alcalde en funciones de la ciudad, Juan García Montero, solicitó la restitución inmediata, y declaró:

«Es una muestra más de la separación que la Junta de Andalucía mantiene entre el monumento y la ciudad. Una actuación inadmisible para cualquier granadino»
J.G. Montero

Tras la denuncia pública del Ayuntamiento granadino —que en la actualidad no tiene competencias sobre dicho monumento—, la directora del Patronato, Mar Villafranca, respondió primeramente que «no sabía nada y que no tenía tanta importancia», para luego decir que «la enseña estaba rota»; lo cierto es que volvió a ser izada horas después, tras las numerosas críticas de los ciudadanos, prensa e instituciones locales.

«Desde hace dos semanas la bandera roja y verde estaba desaparecida de los mástiles situados en la parte superior de la torre, el Ayuntamiento lo denunciaba ayer por la mañana, lo que no pareció gustarle demasiado a los responsables del Patronato de la Alhambra y el Generalife, que no habían pensado que quitar la enseña local de la ciudad de un lugar tan señalado como la principal torre defensiva de la fortaleza roja, podría traer cola y suponer para algunos granadinos una afrenta a los símbolos de la ciudad. Por eso, después de la denuncia municipal y explicaciones del Patronato de que el mástil estaba roto, la bandera apareció por sorpresa a última hora de la tarde de ayer para acallar las críticas y que nadie pudiese poner en duda el granadinismo del monumento nazarí»
Juan Enrique Gómez, Diario Ideal